# Modelo (Chiapas)
Modelo es una localidad del estado mexicano de Chiapas. Es parte del municipio de Ixtapa.

## Demografía
| Gráfica de evolución demográfica |
|                                  |

| Censo | Población |
| ----- | --------- |
| 1900  | 172       |
| 1910  | 174       |
| 1921  | 115       |
| 1930  | 152       |
| 1940  | 248       |
| 1950  | 312       |
| 1960  | 363       |
| 1970  | 298       |
| 1980  | 444       |
| 1990  | 564       |
| 2000  | 792       |
| 2010  | 884       |
| 2020  | 1 121     |